# Brzeziny (powiat zawierciański)
Brzeziny – wieś w Polsce położona w województwie śląskim, w powiecie zawierciańskim, w gminie Żarnowiec, nad Pilicą.
W latach 1975–1998 miejscowość należała administracyjnie do województwa katowickiego.